# Nervio axilar
El nervio axilar o circunflejo es un nervio raquídeo mixto que pertenece al plexo braquial. es una rama terminal del fascículo  posterior junto con el nervio radial, en contacto con el músculo subescapular. Es un nervio que va destinado al hombro, no se dirige al brazo y pasa entre el deltoides y el húmero rodeando el cuello de este junto a la arteria circunfleja posterior. Acarrea fibras de las secciones medulares C5 y C6.
El nervio axilar discurre por el espacio cuadrangular junto con la arteria circunfleja humeral posterior.
Los límites del espacio cuadrangular son el borde inferior del redondo menor , borde superior del redondo mayor  y la cabeza larga del tríceps braquial, así como el cuello quirúrgico del húmero lateralmente, de ahí la importancia clínica.
Las lesiones del nervio axilar modifican la forma del hombro al producirse la parálisis del deltoides y se acompañan de pérdida de la sensibilidad de la piel de la parte superolateral del brazo, así como la incapacidad de levantar el brazo (abducción).

## Ramas

### Colaterales
- Rama motriz para el músculo redondo menor en el espacio cuadrilátero de Velpeau (nervio del redondo menor).
- Ramos sensitivos superficiales para el muñón del hombro.

### Terminales
- Termina dando terminales motoras al deltoides por su cara interna.

## Otras imágenes

Esquema del plexo braquial
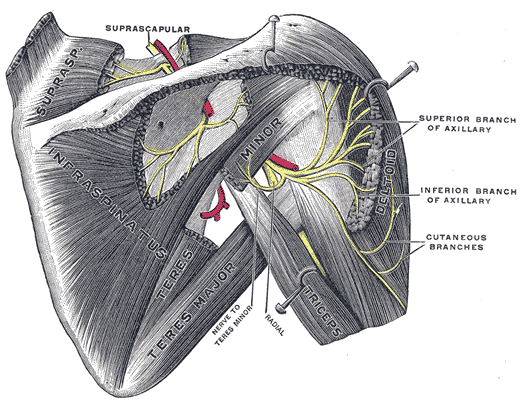
Visión posterior del nervio cicunflejo y subescapular derechos

- Datos: Q1547173